# Sunday Morning (canção de The Velvet Underground)
"Sunday Morning" é uma canção da banda norte-americana de rock The Velvet Underground. É a faixa de abertura do álbum de estreia de 1967, The Velvet Underground & Nico. Também lançada como single em dezembro de 1966. A música foi escrita na tonalidade de fá maior.
Mark Deming, do AllMusic, escreveu que a música é um "dreamy pop", a única música desse tipo no álbum. Cash Box disse que o single é um "canto assombroso e lírico que agita a emoção".

## Gravação
No final de 1966, "Sunday Morning" foi a última música a ser gravada para o The Velvet Underground & Nico. Foi solicitada por Tom Wilson, que achava que o álbum precisava de outra música com potencial de ser um single de sucesso.
Em novembro de 1966, Wilson trouxe a banda para os estúdios Mayfair em Manhattan. A música foi escrita com a voz de Nico em mente por Lou Reed e John Cale em uma manhã de domingo. A banda já tocava ao vivo com Nico cantando, mas quando chegou a hora de gravá-la, Lou Reed cantou o vocal principal. Nico, em vez disso, fazia os vocais de apoio na música.
Com o objetivo de criar um sucesso para o álbum, "Sunday Morning" apresenta uma produção visivelmente mais exuberante e profissional do que o resto das músicas do álbum. O uso proeminente da celesta foi ideia de Cale, que notou o instrumento no estúdio e decidiu usá-lo para a música. Ele também tocou viola e piano através de overdubs e Sterling Morrison, o segundo guitarrista, tocou baixo, apesar de não gostar do instrumento.
De acordo com Reed, o tema da música foi sugerido por Andy Warhol. "Warhol disse: 'Por que você não faz uma música sobre paranoia?' Achei isso ótimo, então pensei nos versos do refrão, o que sinto ser a declaração paranoica definitiva de que o mundo se importa o suficiente para assistir você."

## Ficha técnica
The Velvet Underground
- Lou Reed – vocais, guitarra
- John Cale – celesta, viola, piano
- Sterling Morrison – baixo
- Maureen Tucker – percussão

Músicos adicionais
- Nico – vocais de apoio

Produção
- Andy Warhol – produtor

## Versões cover
"Sunday Morning" foi regravada por diversos artistas, incluindo Rusty, Villagers, Bettie Serveert, Beck, Chris Coco & Nick Cave, Nina Hagen, James, Elizabeth Cook, The Feelies, The Queers, Strawberry Switchblade, Wally Pleasant e Matthew Sweet & Susanna Hoffs.
Em 2015, a música foi regravada por Børns e Petite Meller como um dueto e foi lançada como single.